# Уэйн, Рональд
Ро́нальд Дже́ральд Уэйн (англ. Ronald Gerald Wayne, род. 17 мая 1934) — основатель Apple Computer (в настоящее время — Apple Inc.) совместно со Стивом Возняком и, позднее, CEO Стивом Джобсом, вскоре отказавшийся от своей доли в новой компании за компенсацию в размере 2300 долларов США.

## Биография
Уэйн родился в Кливленде, штат Огайо, США. Совместно со Стивом Джобсом работал в «Atari» до того, как он, Стив Джобс и Стив Возняк основали «Apple Computer» 1 апреля 1976. Уэйн создал первый логотип «Apple», написал трёхстороннее соглашение о партнёрстве (англ. partnership agreement), а также написал первое руководство для Apple I.
Уэйн имел долю в 10 %, но продал её 12 апреля 1976 за 800 долларов США. Юридически все члены компании несут личную ответственность за любые долги, возникающие из-за любого другого партнёра; в отличие от Джобса и Возняка, Уэйн имел собственность, которая могла отойти в пользу потенциальных кредиторов. Неудача с компанией по производству слот-машин, созданной за 5 лет до этого, также перевесила в пользу выхода из компании.

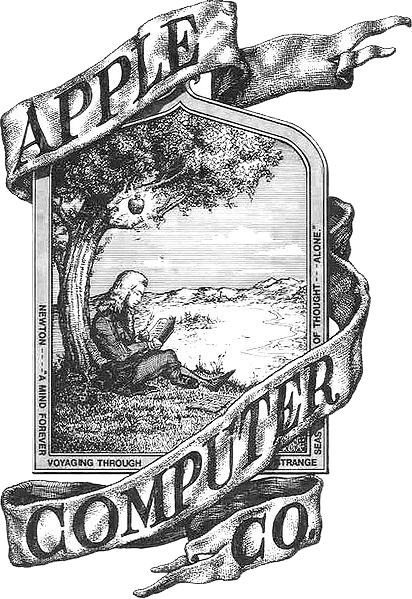
Первый логотип «Apple»

В том же году венчурные инвесторы Артур Рок (англ. Arthur Rock) и Майк Марккула помогли с разработкой бизнес-плана и преобразованием организации в корпорацию. Уэйн получил чек на 1500 долларов за его отказ от любых претензий к созданной компании. В первый год (1976) прибыль от продаж составляла 174 000 долларов США. В 1977 продажи возросли до 2,7 миллиона долларов, в 1978 — до 7,8 миллиона, а в 1980 — до 117 миллионов. Примерно к 1982 годовые прибыли «Apple» составляли миллиарды долларов США. Уэйн заявил, что не сожалеет о продаже акций, потому что принял «лучшее решение из всех возможных, имея в тот момент на руках тот объём информации» (англ. “best decision with the information available to me at the time”).
Уэйн также сказал, что чувствовал, что «Apple» «будет удачной компанией, но, в то же время, подводные камни будут встречать её на всём жизненном пути» (англ. “would be successful, but at the same time there would be bumps along the way”), и он «не мог рисковать» (англ. “I couldn't risk it”). Уэйн: «У меня был гораздо более неудачный опыт в бизнесе. Я старел, а этим двоим всё было нипочём. Это всё равно что тянуть тигра за хвост, и я не мог больше с ними оставаться» (англ. “I had already had a rather unfortunate business experience before. I was getting too old and those two were whirlwinds. It was like having a tiger by the tail and I couldn't keep up with these guys.”). Сохрани Уэйн свои 10 %, в 2011 году они составили бы, по приблизительному подсчёту «Gizmodo», 35 миллиардов долларов, а в 2021 году — 300 миллиардов долларов.
Уэйн сопротивлялся попыткам Джобса вернуть его в «Apple», оставаясь работать в «Atari» до 1978, когда он присоединился к Ливерморской национальной лаборатории и, позже, к компании по разработке электроники в Салинасе. Он ушёл на пенсию и продаёт марки, старые монеты и золото из своего дома в Парампе (англ. Pahrump) и не владел техникой «Apple» до 5 сентября 2011, когда на конференции «Update» в Брайтоне Арал Балкан подарил ему iPad 2.
Уэйн на некоторое время открывал лавку марок «Wayne’s Philatelics» в Милпитас в конце 1970-х. После серии перерывов он стал заниматься этим бизнесом в Неваде. Интересен тот факт, что на логотипе был изображён человек, сидящий под яблоней, а название написано на оборачивающей логотип ленте. Он интересен потому, что был создан для «Apple Computer».
Уэйну принадлежат 12 патентов, но они никогда не приносили ему достаточно прибыли.

## Произведения
Уэйн планирует издать мемуары, озаглавленные как «Adventures of an Apple Founder» (рус. «Приключения основателя „Apple“»), первоначально эксклюзивно доступные через приложение «iBooks», а затем и в крупных книжных магазинах в 2011.
Уэйн также написал социально-экономический трактат «Insolence of Office», который он называет 

…результатом десятилетий исследований и наблюдений за развитием управления людьми и устоями Американской конституционной республики. Этот анализ даёт читателю завершённое, к тому же упрощённое, представление о том, как устроена Конституция, каковы её основы, принципы, а также представление о её структуре в современном контексте.Оригинальный текст (англ.)...the product of decades of research and observation into the evolution of human governance, and the foundations of the American Constitutional Republic. Through this analysis the reader is introduced to a complete, yet simplified understanding of the architecture of our Constitution, its foundations, principles, and the essential meaning of its structure all in the context of modern living.
«Insolence of Office» вышел в свет в 2011 году.

## Документальные фильмы
Уэйн снялся в документальном фильме «Welcome to Macintosh» (рус. «Добро пожаловать в „Макинтош“»), в котором он рассказывает о Стиве Джобсе, Стиве Возняке и «Apple Computer».